# Cirama Girang
Cirama Girang is een bestuurslaag in het regentschap Cianjur van de provincie West-Java, Indonesië. Cirama Girang telt 3443 inwoners (volkstelling 2010).